# Savoia-Marchetti S.56
Die Savoia-Marchetti S.56 ist ein Flugboot des italienischen Herstellers Savoia-Marchetti.
Mit der S.56 realisierte SIAI den Bedarf an einem kleineren Doppeldeckerflugboot für Tourismus und Trainer in den 1920er Jahren. Das Flugzeug wurde nicht nur in Serie, sondern auch in Lizenz an andere Länder produziert.

## Geschichte
Mit der neuen S.56 hat SIAI eine Marktlücke in der Flugbootindustrie gefunden und einen weiteren Erfolg erzielt. Die Flugzeug wurde aus Holz gefertigt, konnte mit einem Radfahrwerk ausgerüstet zu werden und war relativ günstig in der Anschaffung. Die Maschine hatte ein offenes Cockpit und konnte vom Piloten wie auch vom Copiloten gesteuert werden und eignete sich daher als Trainer für die Pilotenausbildung. Zusätzlich zu den beiden Piloten, die nebeneinander in Pilotencockpit saßen, konnte hinter den Piloten noch ein Passagier mitgenommen werden.
Die Savoia-Marchetti S.56 wurde mit einem 70-PS-Sternmotor von Anzani und einer hölzernen Zweiblattluftschraube ausgerüstet. Mit einem verbesserten Motor von Anzani mit 80 PS nahm SIAI am regelmäßigen Luftrennen „Sea Cup“ in Neapel teil, jedoch ohne einen Preis in der Klasse zu erringen. Später wurden auf Kundenwunsch die Motoren Fiat A53 (115 PS), Fiat A54 (135 PS), Siemens & Halske Sh 11 (100 PS) und Walter Venus (110 PS) verbaut.
Drei Flugboote wurden nach Somalia und sechs nach Rumänien zur Pilotenausbildung geliefert, zwölf weitere Maschinen wurde an Aeroclubs und Privatpersonen in Europa verkauft.
Im Jahr 1929 wurde eine Lizenz für die S.56 an die USA verkauft, die eine zweisitzige Version in einer Auflage von 40 Stück mit einem Kinner-K5-Motor mit 90 PS für einen Preis von 7000 $ herstellten. Drei Maschinen wurden an die New Yorker Polizei geliefert, der Rest wurde an den Küsten bis nach Alaska eingesetzt.
Im Jahr 1930 wurde von der Budd Company eine Lizenzproduktion unter dem Namen Budd BB-1 Pionieer als Vollmetallflugzeug gebaut. Eine erweiterte Version wurde mit vier Sitzen hergestellt und wurde mit einem Neunzylindermotor ausgerüstet, weitere Einzelheiten darüber sind jedoch unbekannt.

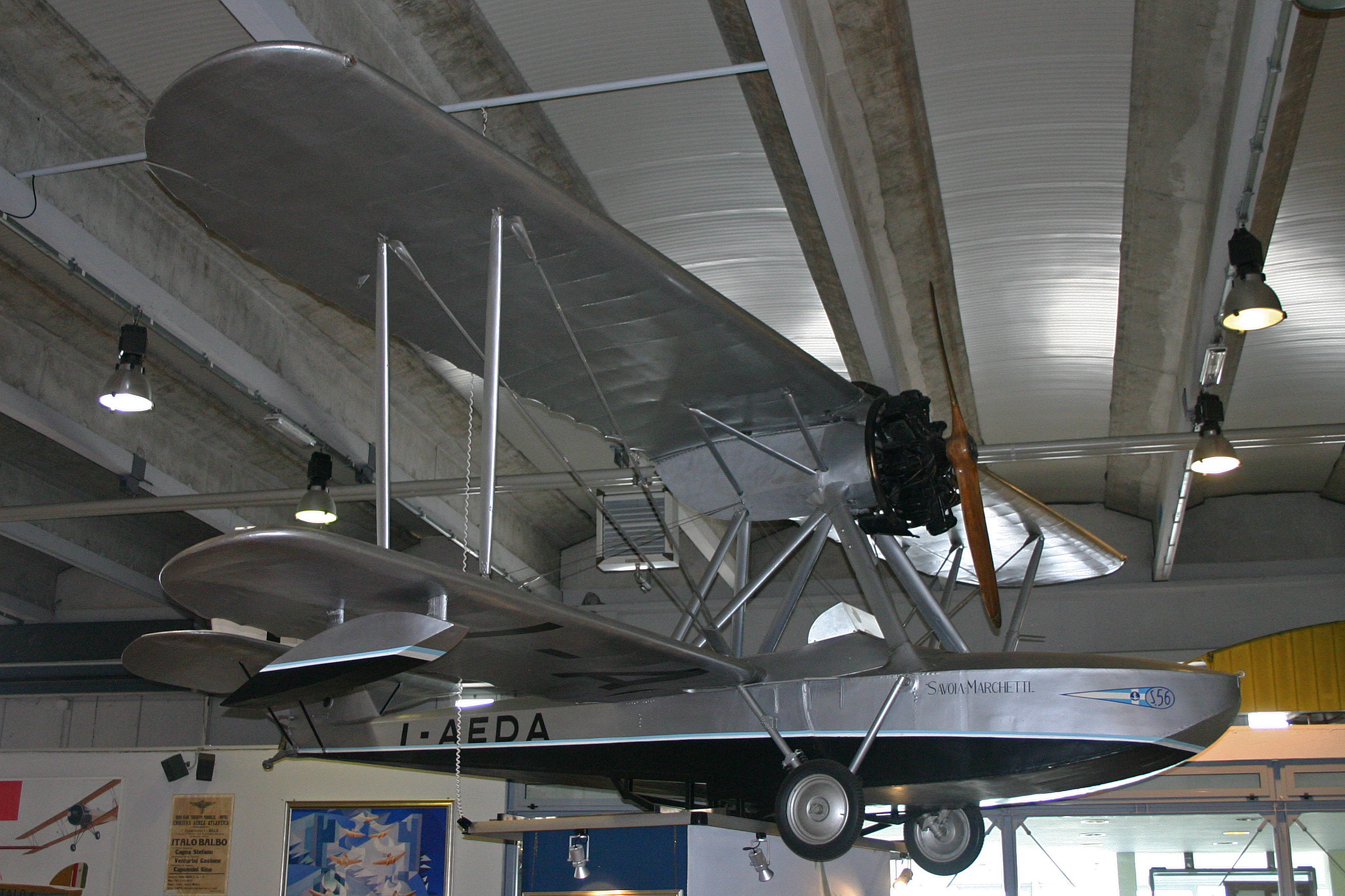
S.56 A
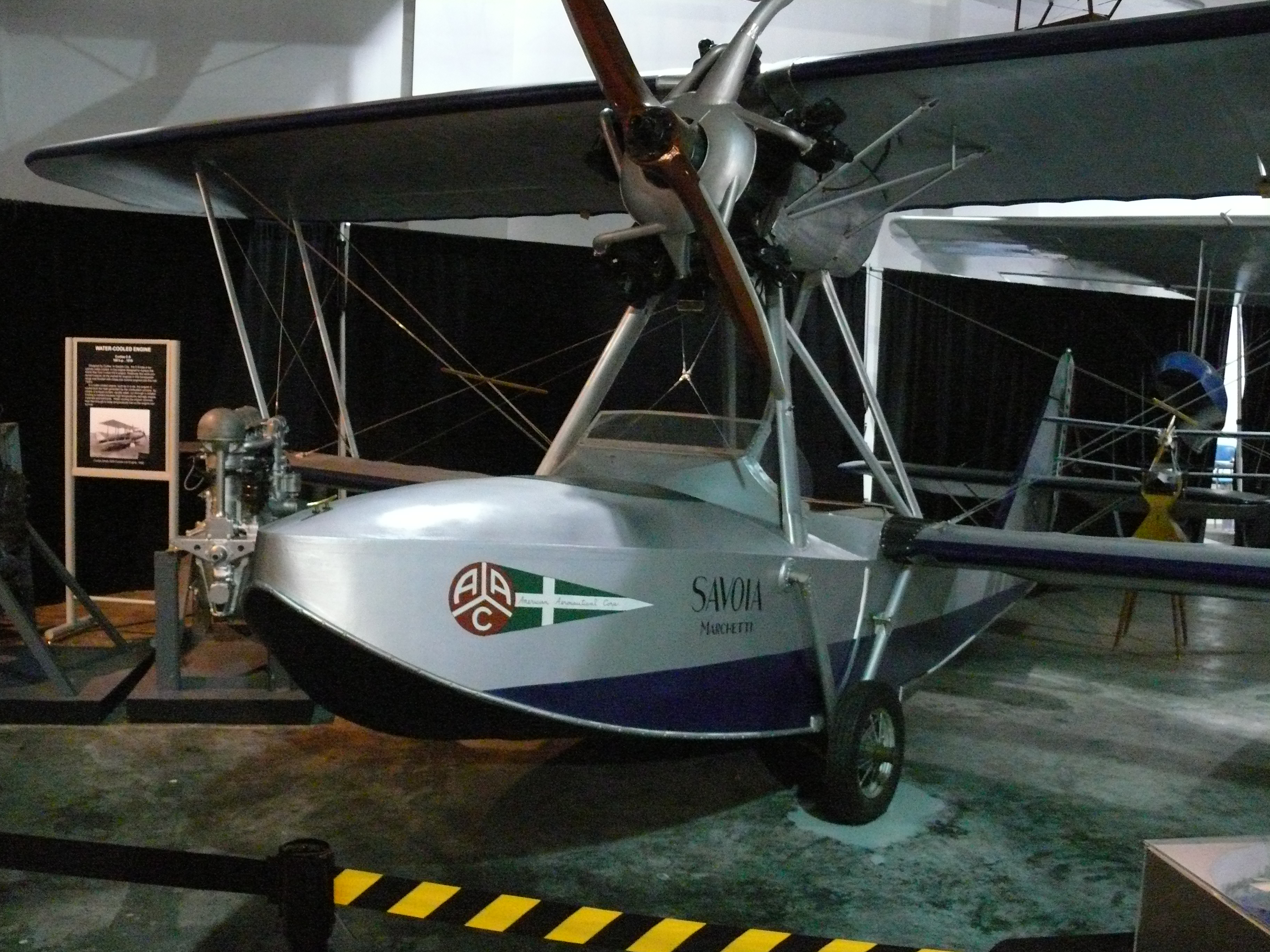
S.56

## Technik

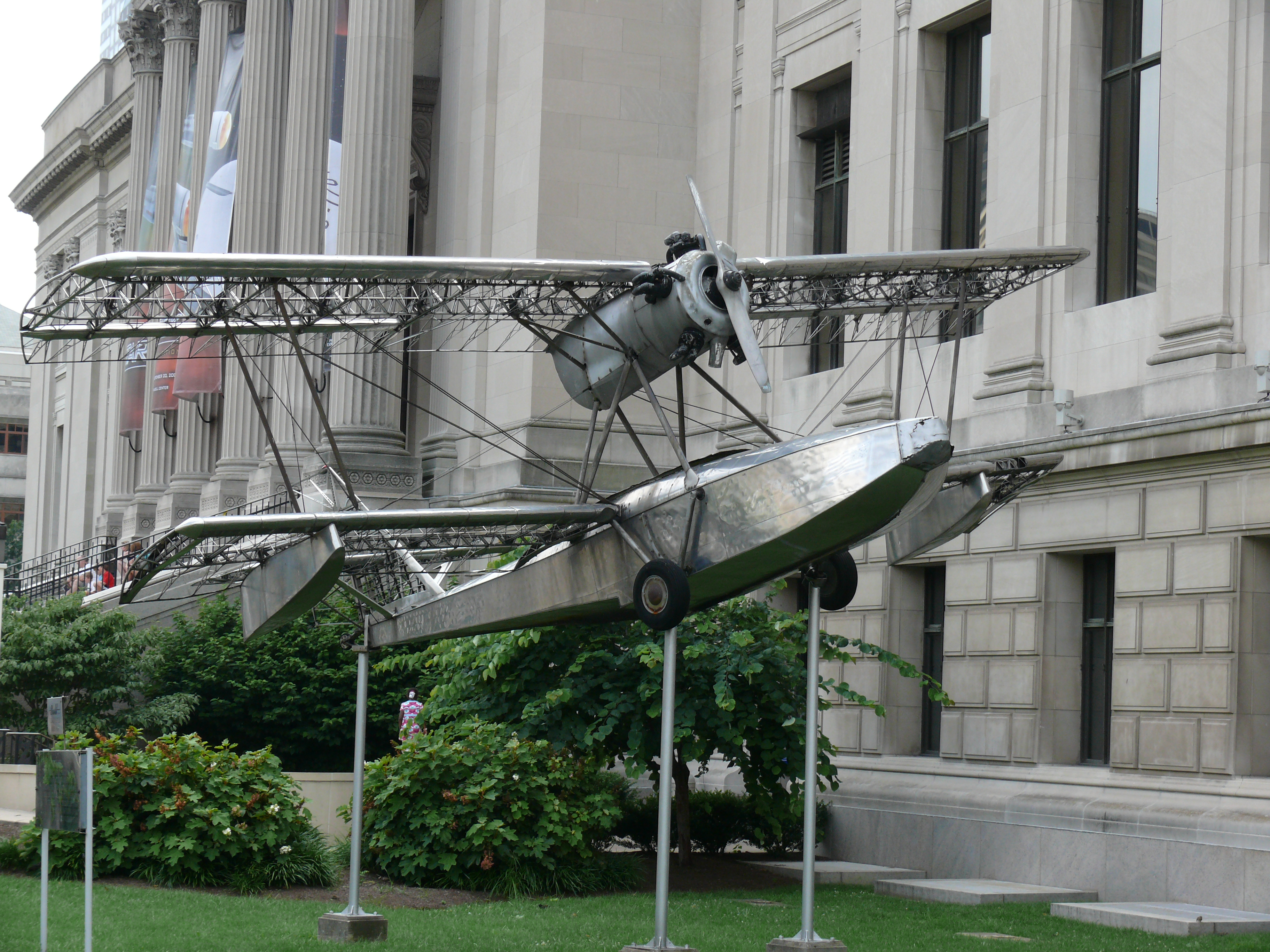
Budd-BB-1-Pionieer

Die Savoia-Marchetti S.56 war ein Doppeldeckerflugboot mit kanuförmigem Holzrumpf mit einem Motor, der wie bei den Vorgängern mittig an der oberen Tragfläche befestigt war. Die Maschine war bis auf wenige Metallteile komplett aus Holz gefertigt. Die Motorbefestigung des Anzani-Sternmotors mit 70 PS wurde aus Stahlholmen gefertigt. Zu den Neuerungen gehörte das neue V-förmige Leitwerk, die verstärkte Konstruktion der Tragflächen und ein Querruder an der oberen Tragfläche. Die Serie wurde mit einem Fiat A53 mit 115 PS und später mit einem Fiat A54 mit 135 PS, auf Kundenwunsch aber auch mit einem Siemens-Halske Sh 11 mit 100 PS oder mit dem Walter Venus mit 110 PS versehen.
Die US-Version der S.56 wurde S.56 B genannt und war mit einem Kinner K5 mit 90 PS und später auch mit einem Kinner B-5 bis 125 PS ausgerüstet.
Mit der Version S.56 C, die in den USA in Lizenz hergestellt wurde, erhöhte man die Reichweite der Maschine durch einen weiteren Tank in der oberen Tragfläche.
Im Jahr 1930 wurde die S.56 von Budd Company in den USA als Vollmetallflugzeug in Lizenz unter dem Namen Budd BB-1 Pionieer produziert. Das Flugzeug wurde aus 0,5 mm Stahlblech mit einem Fünfzylinder-Reihenmotor Kinner C-5 mit 210 PS (157 kW) hergestellt, so sollte eine bessere Haltbarkeit und Belastbarkeit der Maschine gewährleistet werden.

## Technische Daten
| Kenngröße             | Daten                                                |
| --------------------- | ---------------------------------------------------- |
| Besatzung             | 2 Piloten                                            |
| Passagiere            | 1–2                                                  |
| Länge                 | 7,8 m                                                |
| Spannweite            | 10,72 m                                              |
| Höhe                  | 2,99 m                                               |
| Flügelfläche          | 26,5 m²                                              |
| Leermasse             | 658 kg                                               |
| Startmasse            | 975 kg                                               |
| Antrieb               | ein Fiat A53, 115 PS (ca. 80 kW), Zweiblattpropeller |
| Reisegeschwindigkeit  | ca. 126 km/h                                         |
| Höchstgeschwindigkeit | ca. 144 km/h                                         |
| Reichweite            | 350 km                                               |

## Versionen
| Version            | Daten |
| ------------------ | --- |
| S.56               | Prototyp der S 56 mit einem Anzani Sternmotor mit 70 PS |
| S.56 A             | Ziviles Flugboot wurde auf Kundenwunsch mit verschiedenen Motoren gebaut: • Fiat A53, 115 PS (ca. 80 kW) • Fiat A54, 135 PS (ca. 100 kW) • Siemens-Halske Sh 11, 100 PS (ca. 70 kW) • Walter Venus, 110 PS (ca. 80 kW) |
| S.56 B             | USA-Lizenz mit Kinner K5, 90 PS (ca. 70 kW), später mit Kinner B-5, bis 125 PS (ca. 90 kW) |
| S.56 C             | USA-Lizenz, Einsitzer mit zusätzlichen Treibstofftanks mit erhöhter Reichweite |
| Budd BB-1 Pionieer | 1930/31 wurde die S.56 von Budd Company in den USA als Vollmetallflugzeug in Lizenz produziert. Das Flugzeug wurde aus 0,5 mm Stahlblech mit Fünfzylinder-Reihenmotor Kinner C-5 mit 210 PS (ca. 150 kW) hergestellt   |

## Nutzer
- Königreich Italien: 3 Regia Marina
- Vereinigte Staaten: 43
- Somalia: 3
- Rumänien: 6
- Europa: 20 Aero Clubs und Privatnutzer